# Microchaetes fascicularis
Microchaetes fascicularis là một loài bọ cánh cứng trong họ Byrrhidae. Loài này được Macleay miêu tả khoa học năm 1871.